# Ian Cox
Ian Gary Cox (Croydon, London, 1971. március 25. –) Trinidad és Tobagó-i válogatott labdarúgó.

## Pályafutása

### Klubcsapatban
Londonban született az Egyesült Királyságban. 1994 és 1996 között a Crystal Palace csapatában játszott. 1996-tól 2000-ig a Bournemouth játékosa volt. 2000 és 2003 között a Burnely-t, 2003 és 2008 között a Gillinghamet erősítette. 2009-ben a Maidstone United színeiben fejezte be a pályafutását.  

### A válogatottban
2000 és 2006 között 16 alkalommal szerepelt a Trinidad és Tobagó-i válogatottban. Részt vett a 2000-es CONCACAF-aranykupán és a 2006-os világbajnokságon.

## Külső hivatkozások
- Ian Cox adatlapja a National-Football-Teams.com oldalon (angolul)

- Ian Cox (angol nyelven). FootballDatabase.eu
- Ian Cox (német nyelven). kicker.de
- Ian Cox adatlapja a worldfootball.net oldalon (angolul)